# Leioproctus amabilis
Leioproctus amabilis är en biart som först beskrevs av Smith 1879.  Leioproctus amabilis ingår i släktet Leioproctus och familjen korttungebin. Inga underarter finns listade i Catalogue of Life.

## Bildgalleri

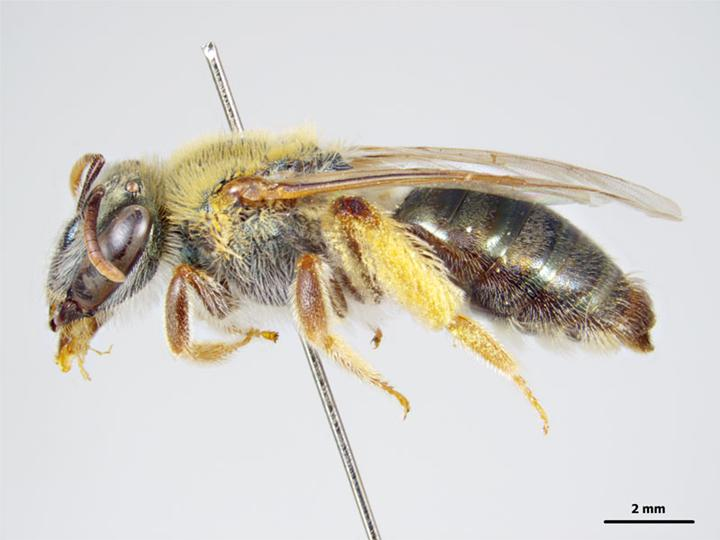
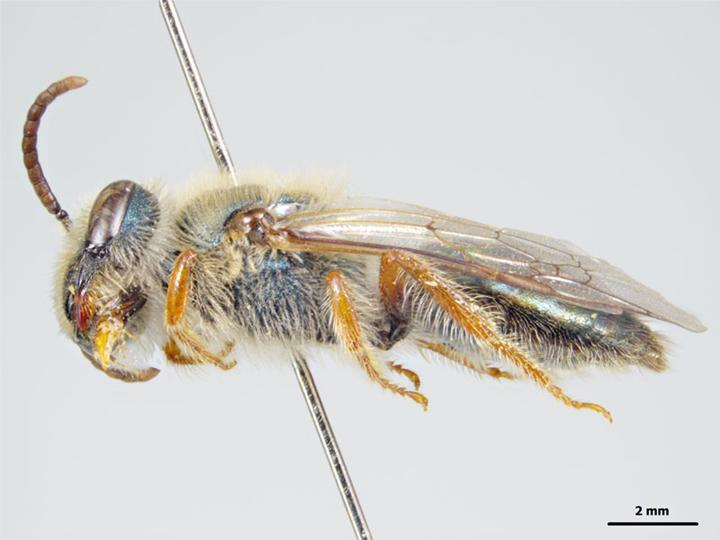